# Nikolai Alexandrowitsch Burobin
Nikolai Alexandrowitsch Burobin (russisch Николай Александрович Буробин; * 25. Mai 1937 in Puschkino, Sowjetunion) ist ein ehemaliger russischer Volleyballspieler.

## Karriere
Burobin begann seine sportliche Laufbahn im Jahr 1954 beim Verein Neftjanik Moskau. Von 1956 bis 1957 spielte er für Energia Moskau. Im Jahr 1957 wechselte er zum Armeesportklub ZSKA Moskau, für den er bis 1969 aktiv war. Mit ZSKA gewann er sechs sowjetische Meisterschaften in den Jahren 1958, 1960, 1961, 1962, 1965 und 1966 sowie zweimal den Europapokal der Landesmeister in den Jahren 1960 und 1962.
In der sowjetischen Nationalmannschaft stand Burobin von 1958 bis 1966. Bei den Olympischen Sommerspielen 1964 in Tokio gewann er mit dem sowjetischen Team die Goldmedaille und bestritt alle acht Spiele des Turniers. Darüber hinaus wurde er 1960 und 1962 Weltmeister sowie 1965 Sieger des Volleyball World Cup. Bei der Weltmeisterschaft 1966 und bei den Europameisterschaften 1958 und 1963 erreichte er jeweils den dritten Platz.
Parallel zu seiner sportlichen Laufbahn absolvierte Burobin ein Studium am Moskauer Institut für Wasserbauwesen, das er 1962 als Hydrotechniker abschloss. Später studierte er auch im Bereich der Sportwissenschaft. Für seine sportlichen Erfolge wurde er im Jahr 1960 mit dem Titel Verdienter Meister des Sports der UdSSR geehrt. Im Jahr 1965 erhielt er den sowjetischen Orden Zeichen der Ehre.
Nach dem Ende seiner aktiven Karriere war Burobin als Trainer tätig. Er unterrichtete zunächst an einer Militärakademie und übernahm von 1981 bis 1983 die Frauenmannschaft von ZSKA Moskau, mit der er 1982 die sowjetische Vizemeisterschaft erreichte. Darüber hinaus war er auch international als Trainer im Einsatz, unter anderem in Somalia von 1977 bis 1979, in Vietnam von 1979 bis 1980 und in Syrien von 1991 bis 1992.
Auch im Seniorenbereich blieb Burobin dem Volleyballsport verbunden. Im Jahr 2007 nahm er an einer Weltmeisterschaft für über 70-jährige Spieler teil und belegte mit seiner Mannschaft den zweiten Platz. Für sein langjähriges Engagement im Volleyball wurde er mehrfach ausgezeichnet, unter anderem im Jahr 1998 mit dem Ehrenzeichen des Russischen Olympischen Komitees für Verdienste um die Entwicklung der olympischen Bewegung in Russland.